# Staw Tarnopolski
Staw Tarnopolski (ukr. Тернопільський став, Тернопільське озеро) – staw na rzece Seret na terenie miasta Tarnopol. Jest sztucznym zbiornikiem wodnym, którego historia sięga XVI wieku, gdy Seret został przegrodzony groblą z przepustem. Nad stawem położony jest m.in. tarnopolski zamek. Staw wraz z umocnieniami wzniesionymi przez hetmana Jana Tarnowskiego stanowił wzmocnienie obrony miasta przez najazdami. Podczas II wojny światowej staw został zniszczony, jego odnowa miała miejsce w latach 50. XX wieku. W jej wyniku obszar stawu znacznie się powiększył. 